# Chef Aid: The South Park Album
Chef Aid: The South Park Album – album bazujący na odcinku Miasteczka South Park Na ratunek Szefowi. Album był dostępny w trzech różnych wersjach z dwiema różnymi okładkami – ocenzurowanej, częściowo ocenzurowanej i nieocenzurowanej. W wersji częściowo ocenzurowanej została wycięta część przekleństw i wulgaryzmów, co szczególnie słyszalne jest w utworach „Nowhere to Run”, „Will They Die 4 You”, „Bubblegoose”, „Wake Up Wendy”, „Horny” i „Mentally Dull”.

## Lista utworów
1. "South Park Theme" (Primus) – 0:41
2. "Nowhere to Run" (Ozzy Osbourne, DMX, Ol’ Dirty Bastard, The Crystal Method & Fuzzbubble) – 4:40
3. "Chocolate Salty Balls (P.S. I Love You)" (Chef) – 3:55
4. "Brad Logan" (Rancid) – 2:16
5. "Come Sail Away" (Eric Cartman) – 5:12
6. "Kenny's Dead" (Master P) – 3:24
7. "Simultaneous" (Chef) – 3:17
8. "Will They Die 4 You?" (Remix) (Ma$e, Puff Daddy, Lil’ Kim & System of a Down) – 3:52
9. "Hot Lava" (Perry Farrell & DVDA) – 3:50
10. "Bubblegoose" (Remix) (Wyclef Jean ze Stanem, Kyle’em, Kennym i Cartmanem) – 2:52
11. "No Substitute" (Chef) – 4:47
12. "Wake Up Wendy" (Elton John) – 5:58
13. "Horny" (Mousse T. vs. Hot 'N' Juicy) – 3:31
14. "Huboon Stomp" (Devo) – 3:21
15. "Love Gravy" (Rick James & Ike Turner) – 4:01
16. "Feel Like Makin' Love" (Ned Gerblansky) – 3:26
17. "The Rainbow" (Ween) – 2:45
18. "Tonight Is Right for Love" (Chef & Meat Loaf) – 3:03
19. "It's a Rockin’ World" (Joe Strummer) – 2:31
20. "Mephisto and Kevin" (Primus) – 5:18
21. "Mentally Dull (Think Tank Remix)" (Vitro z obsadą z South Park) (Remixed by Paul Robb) – 4:34